# Фотергилла
Фотергилла (лат. Fothergilla) — род цветковых растений семейства Гамамелисовые (Hamamelidaceae), состоящий из двух-четырёх видов, аборигенный вид лесов и болот на юго-востоке США.
Это низкорослые листопадные кустарники высотой до 1–3 м высотой с опушенными ветками. Кистевидные соцветия появляются весной до распускания листьев на верхушках побегов; у цветков отсутствуют лепестки, но хорошо заметен пучок белых тычинок 2–3 см в длину. Листья очерёдные, широкояйцевидные, 4–10 см длиной и 3–8 см шириной, с крупнозубчатым краем; осенью приобретают ярко-оранжевую или красную расцветку.

## Виды

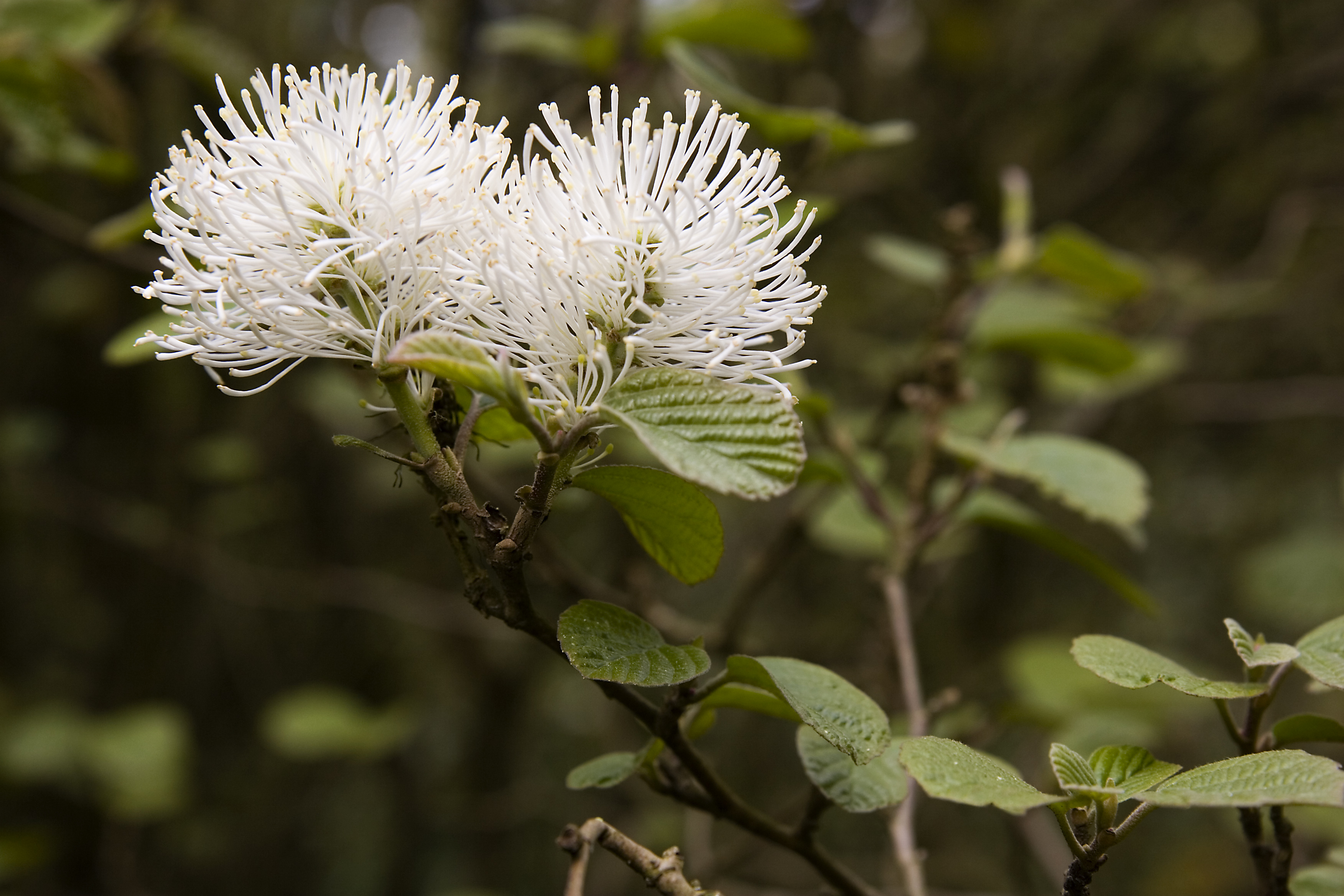
Цветы F. major

- Fothergilla gardenii dwarf witch alder
- †Fothergilla malloryi (Extinct, Ypresian, Klondike Mountain Formation)[2][3]
- Fothergilla major large witch alder (incl. Fothergilla monticola)
- Fothergilla milleri[4]
- Fothergilla parvifolia[4]

## Этимология
Род был назван в честь английского врача и коллекционера растений доктора Джона Фотергилла (1712-1780) из Стратфорда, Эссекс, который был известен тем, что завез американские растения в Великобританию. 

## Выращивание и использование
Фотергиллы выращивают как декоративные растения из-за их весенних цветов и осенней окраски листвы. Растут медленно, в культуре редко превышают 1–2 м в высоту. Гибридный сорт Fothergilla × intermedia 'Mount Airy' получил награду Королевского садоводческого общества за заслуги перед садом.

## Внешние ссылки
- Основные изображения Fothergilla на bioimages.vanderbilt.edu